# Totò a colori
Totò a colori é um filme italiano de 1952, dirigido por Steno. É a primeira longa-metragem italiana a cores (Ferraniacolor).

## Sinopse
Antonio Scannagatti é um compositor sem dinheiro, que vive com a irmã, numa pequena aldeia, convencido que é um génio da música e sonha vir a ser chamado a Milão pelos editores Tiscordi o Zozzogno, que lhe garantirão a fama e a glória. Um dia o presidente do município tenta convencê-lo a dirigir a banda local, por incapacidade do maestro habitual, numa festa comemorativa do regresso à terra natal do gângster ítalo-americano Joe Pellecchia. Scannagatti começa por se mostrar indignado pela proposta, mas é-lhe prometida uma recomendação para os editores de Milão e ele aceita. O dia de festa acaba por ser um fracasso. Estava planeado que Pellecchia falaria da varanda do edifício municipal, mas o maestro Scannagatti não lhe permite dizer nada, mantendo a banda a tocar continuamente. O gangster acaba por se retirar, indignado. No outro dia Scannagatti vai receber o «prémio», mas encontra o sobrinho do presidente de partida para Capri, como convidado de uma estranha companhia. O maestro vai com ele e por lá passa por ser um excêntrico e depois de alguns equívocos consegue, da dona da  casa, uma entrevista com os editores. Na viagem para Milão, Scannagatti tem uma série de mal-entendidos com o seu companheiro de carruagem, o deputado Cosimo Trombetta e uma senhora que depois se vem a saber que é uma ladra e os deixa sem dinheiro. Em Milão conhece pessoalmente o editor Tiscordi, que o confunde com um enfermeiro muito bom a dar injecções indolores. Os dois acabam por se envolverem numa briga e o maestro abandona a editora. Mas encontra o cunhado, a quem tinha roubado o dinheiro que lhe permitira a viagem a Milão. Finge que conseguiu um contrato e leva-o a um teatro de fantoches, onde Scannagatti consegue enganar o parente furioso fazendo-se passar por um boneco de madeira. Mas não dura muito tempo e o cunhado acaba por reconhecê-lo e ameaça-o com uma faca. Mas quando tudo parece perdido, o editor Tiscordi lê por acaso uma partitura de Scannagatti e é a glória para o maestro. Mas, infelizmente, para homenagear o compositor está um velho conhecido seu, o senhor Trombetta...